# 초승
초승(영어: first days of the month)은 초하루(음력 1일)부터 며칠 간을 뜻하는 말이다.

## 같이 보기
- 초승달(영어: crescent moon)은 초하루부터 상현의 반월(半月)이 되기 전까지의 상현달을 말한다.